# Pasmo 40 m

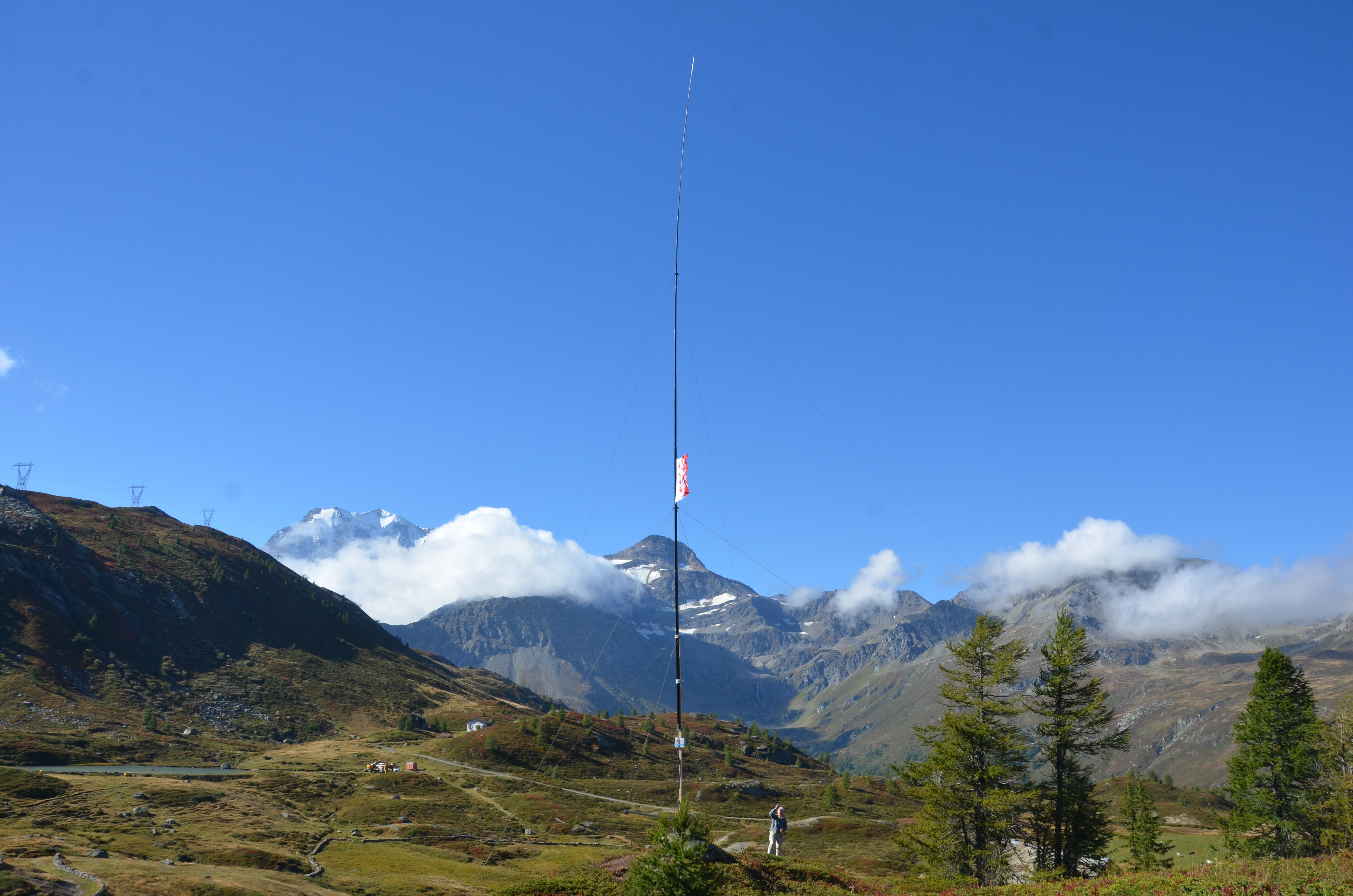
Antena pionowa na pasmo 40m

Pasmo 40 metrów (pasmo 7 MHz) – jedno z podstawowych pasm częstotliwości amatorskich, potocznie nazywane czterdziestką lub siódemką, zawierające się w granicach:
- 7000 – 7200 kHz w 1 Regionie IARU (Polska)
- 7000 – 7300 kHz w USA

Pasmo przydzielone krótkofalowcom na całym świecie, uważane jest za jedno z najlepszych do prowadzenia łączności międzykontynentalnych przez cały rok.

## Charakterystyka
Najbardziej przydatne jest dla krótkich i średnich odległości, od łączności lokalnych do 500–1500 km, zależnie od warunków i pory dnia. W wyższych szerokościach geograficznych łączność międzykontynentalna możliwa jest też w ciągu dnia w zimie. Przykładowo propagacja pomiędzy Japonią a Europą Północną  otwiera się w godzinach przedpołudniowych od końca listopada, aż do końca stycznia, łączności long path z zachodnim wybrzeżem Stanów Zjednoczonych i Kanady możliwe są po południu.

## Podział pasma 40m w Polsce[1]
Na dzień 29 marca 2009
| Częstotliwość w kHz | Maksymalna szerokość pasma w Hz | Rodzaje emisji i przeznaczenie |
| ------------------- | ------------------------------- | --- |
| 7000 – 7025         | 200                             | CW, zalecane dla zawodów |
| 7025 – 7040         | 200                             | CW, 7030 kHz – środek aktywności QRP |
| 7040 – 7047         | 500                             | Wąskie rodzaje emisji, emisje cyfrowe |
| 7047 – 7050         | 500                             | Emisje wąskopasmowe – emisje cyfrowe, sterowane automatycznie stacje emisji danych (bezobsługowe)                                        |
| 7050 – 7053         | 2700                            | Wszystkie emisje – emisje cyfrowe, sterowane automatycznie stacje emisji danych (bezobsługowe)                                           |
| 7053 – 7060         | 2700                            | Wszystkie emisje – emisje cyfrowe |
| 7060 – 7100         | 2700                            | Wszystkie emisje, zalecane dla zawodów SSB, 7070 kHz – środek aktywności głosowych emisji cyfrowych 7090 kHz – środek aktywności SSB QRP |
| 7100 – 7130         | 2700                            | Wszystkie emisje, 7110 kHz – środek aktywności alarmowej 1 Regionu                                                                       |
| 7130 – 7200         | 2700                            | Wszystkie emisje, zalecane dla zawodów SSB, 7165 kHz – środek aktywności emisji obrazowych                                               |
| 7175 – 7200         | 2700                            | Wszystkie emisje, pierwszeństwo dla pracy międzykontynentalnej                                                                           |